# Justizvollzugsanstalt St. Georgen-Bayreuth

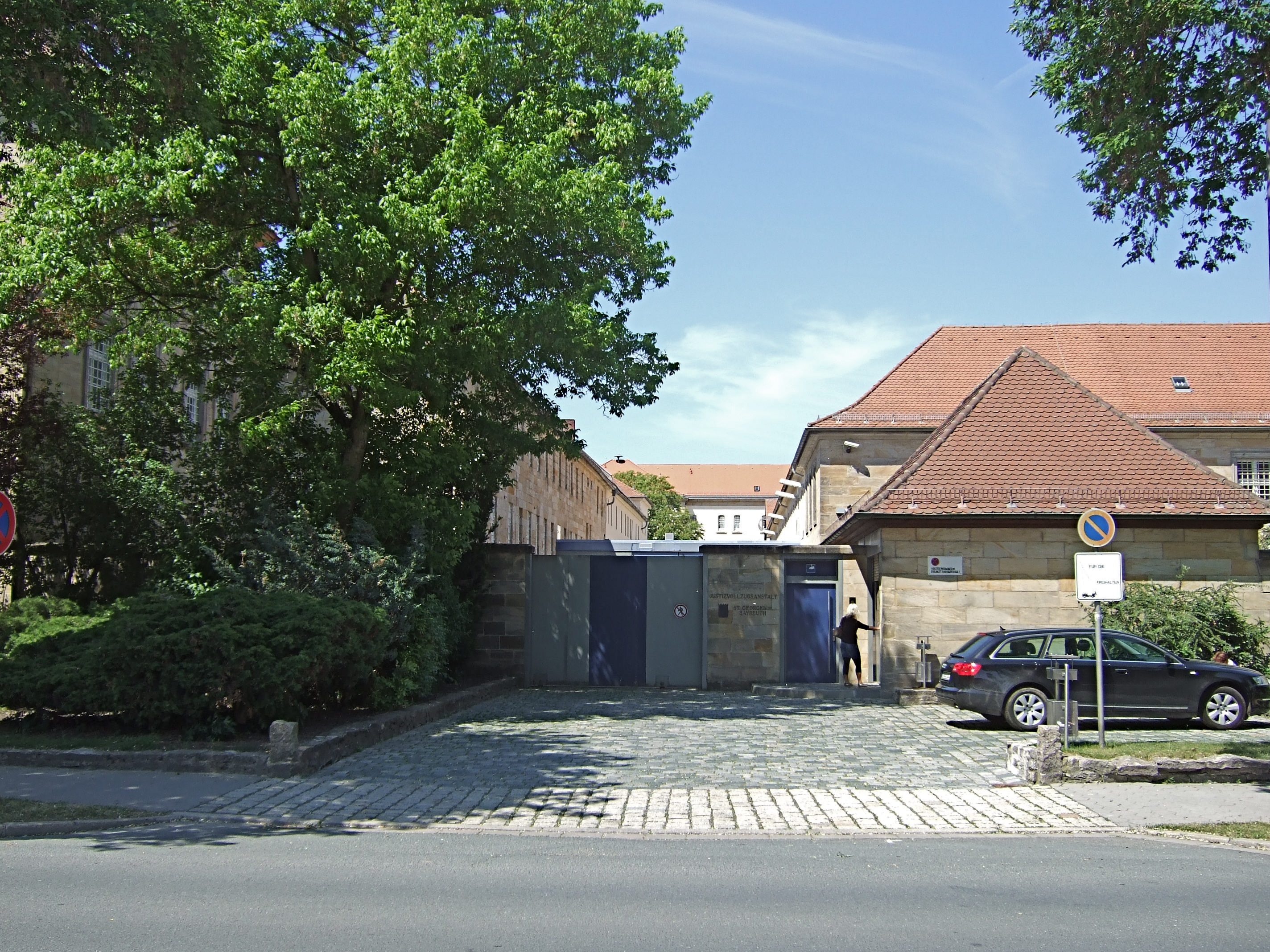
Hauptzugang an der Markgrafenallee

Die Justizvollzugsanstalt St. Georgen-Bayreuth befindet sich im Bayreuther Stadtteil St. Georgen und ist nach der JVA München-Stadelheim und der JVA Nürnberg die drittgrößte Justizvollzugsanstalt in Bayern.

## Zahlen
Die aus drei räumlich voneinander getrennten Arealen bestehende Anstalt hat eine Gesamtkapazität von 911 Haftplätzen, davon zwei für Häftlinge mit Behinderung.

## Außenstelle
Verwaltungsmäßig war die seit dem 1. Januar 2019 selbständige Justizvollzugsanstalt Hof mit 202 Haftplätzen an die Bayreuther Anstalt angegliedert.

## Vorgeschichte
Vermutlich verlegten die Andechs-Meranier um 1231 die Hochgerichtsbarkeit nach Bayreuth, wo sie ab dem 15. Jahrhundert nachweisbar ist. Im 17. Jahrhundert übte der Amtsvogt als Vertreter des Landesherrn gemeinsam mit dem Bürgermeister, dem Magistrat und dem Gerichtsschreiber die richterliche Gewalt aus. Schwere Vergehen und Verbrechen blieben dem erweiterten Stadtgericht (Bann- und Halsgericht) vorbehalten, zu dem auch die Inneren Ratsmitglieder als Schöffen verpflichtet wurden. Die Klerus, der Hofstaat sowie Forst- und Jägerbedienstete waren der Zuständigkeit der städtischen Gerichte entzogen.
Die Gerichtsbarkeit zeigte nach der Peinlichen Halsgerichtsordnung von 1582 noch vielfach mittelalterliche Härte. Bei den Strafen wurden unterschieden:
- Todesstrafen, vor allem durch Enthaupten, Strangulieren, Ertränken, Verbrennen, Rädern, Vierteilen und lebendig Begraben
- Verstümmelnde Strafen wie Abhauen der Hand oder einzelner Finger, Abschneiden der Ohren, Ausstechen der Augen, Ausreißen der Zunge, Aufbrennen eines Schandmals
- Leibstrafen mit Riemen, Stock oder Rutenbüschel
- Beschimpfende Ehrenstrafen: Stehen am Pranger oder im Halseisen, Einsperren in die Narrenkammer, Aufstülpen des Entenschnabels etc.
- Freiheitsstrafen im Gefängnis, Kerker oder Hausarrest
- Stadt- und Landesverweis
- Geld- und sonstige Strafen wie z. B. Zwangsarbeit

War eine Person eines Verbrechens beschuldigt, erließ der Vogt oder Richter einen Haftbefehl. Der Gerichtsdiener („Büttel“) brachte ab 1632 den Inhaftierten in den Kerker beim Unteren Tor (heutige Maximilianstraße in Höhe des Pauschenbergleins), wo dieser von Angehörigen der Bürgerwehr („Musketieren“) bewacht wurde. Noch 1712 wurde im Unteren Tor ein neues Torturgewölbe für die Erzwingung von Geständnissen durch Folter geschaffen. Im Zuge des Abbruchs des Unteren Tors wurde im Jahr 1768 am Markt beim Mühltürlein eine neue Fronfeste errichtet.

## Geschichte
Bis zum späten Mittelalter bestand im Fürstentum Bayreuth ein System von Leib- und Lebensstrafen. Männliche Verbrecher wurden als Galeerensträflinge nach Venedig geschafft, weibliche Büßerinnen mit Rutenstreichen, Brandmarkung, Landesverweisung oder dem Tod bestraft. Um der wachsenden Kriminalität entgegenzutreten, wandte sich Markgraf Georg Wilhelm an die Universität Wittenberg, die ihn zum Bau eines Zuchthauses ermutigte; dessen Errichtung sei „ebenso heilsam und Gott wohlgefällig als die Erbauung einer Kirche“. Im Jahr 1713 beantragte er beim Landtag die Errichtung eines Zucht- und Arbeitshauses, an dessen Finanzierung sich die Kirchen und die Hospitäler zu beteiligen hatten. Der Landtag signalisierte seine Zustimmung, ein Betrag von 4000 Fränkischen Gulden wurde bereitgestellt. In den folgenden Jahren wurden diese Pläne aber nicht weiter verfolgt.
Erst 1724 wurde eine Anstalt für 200 „Züchtlinge“ in Auftrag gegeben. Georg Wilhelm richtete Bettelbriefe an die Hochfürstliche Landschaft, das Hochfürstliche Consistorium und wenig später an die „Landes- und Amtshauptmannschaften nebst Bürgermeister und Rat“ der sechs Hauptstädte des Fürstentums. Letztere wurden zur Bereitstellung von Hospitalgeldern aufgefordert. Die Fürsten und die Kirchen sollten jeweils 4000 Gulden, die Hospitäler Bayreuth 1000, Hof 1000, Wunsiedel 800, Kulmbach 400 und Neustadt 300 Gulden beitragen. Zudem wurden zur Errichtung und Erhaltung des Gefängnisses 49 verschiedene Steuern für die Untertanen geschaffen. Zur Geldeintreibung und Bauaufsicht ernannte der Markgraf eine dreiköpfige „Zuchthausdeputation“. Bezüglich der Verwendung von Kirchengeldern zum Zuchthausbau holte er ein Gutachten der Universität Wittenberg ein. Darin wurde ihm die Richtigkeit seines Handelns „nach Anleitung der heiligen Schrift und Kirchenhistorie“ bescheinigt.

Zuchthaus Sankt Georgen im 18. Jahrhundert – im Innenhof wird ein Gefangener auf dem „Zuchtesel“ geschlagen

Unter der Bauleitung des Hofbaumeisters Johann David Räntz wurde 1724 mit dem Bau des Gefängnisses begonnen. Auf Weisung des Markgrafen musste das Oberforstamt das Bauholz, das in Fronarbeit nach Sankt Georgen transportiert wurde, zinsfrei bereitstellen. Die Bauarbeiten selbst wurden zum großen Teil von Häftlingen ausgeführt. Im Jahr darauf vergrößerte Georg Wilhelm die Zuchthausdeputation, die finanziellen Mittel wurden aufgestockt. Ende 1725 wurden die ersten Gefangenen in neu errichteten Zellen untergebracht. Jedoch streckte Georg Wilhelms Nachfolger Georg Friedrich Karl ab 1726, vermutlich aus finanziellen Gründen, die Bauzeit. Daher wurde die für 18.000 Gulden erbaute Anstalt erst 1735 fertiggestellt.
Die dreigeschossige, vierflügelige Anlage umschloss einen großen Innenhof, der vielfältig genutzt wurde. Das gesamte Gebäude hatte zwei Meter starke Außenmauern aus glatt gehauenen Quadersteinen erhalten, sämtliche Fenster waren vergittert. Nur an den Ecken mit den beiden Zellentrakten war das auch „Fronte“ genannte Vorderhaus verbunden. Dort waren die Wohnung des Verwalters und die Kammern der Beamten untergebracht, dazu die Gefängnisküche, eine Marmorwerkstatt und Lagerräume. Der nördliche Zellentrakt war für die männlichen, der südliche für die weiblichen Gefangenen bestimmt. In beiden Trakten gab es neben den Zellen auch Arbeitsräume für die Häftlinge. Das Hinterhaus beherbergte die Gefängniskapelle, deren Einrichtung zum Teil aus der Schlosskapelle in Thierbach stammte. In diesem Querbau waren auch die Backstube und die Wohnung der „Zuchtknechte“ untergebracht. In einiger Entfernung nordwestlich des Hauptgebäudes stand das runde Brunnenhaus, dessen Ziehbrunnen das Zuchthaus mit Wasser versorgte.
Zwei zweigeschossige Gebäudeteile in Verlängerung der beiden Zellentrakte gehörten zur sogenannten Porzellanfabrik. Deren Produktionsstätte hatte man 1724, kurz vor dem Bau des Zuchthauses, dorthin verlagert. Porzellan wurde in der fürstlichen Manufaktur allerdings nicht hergestellt, sondern Fayencen aus dem Ton naher herrschaftlicher Gruben. Im Jahr 1729 oder kurz danach wurde der Betrieb privatisiert und um 1745 an die Brandenburger Straße verlegt.
Die Anlage des 18. Jahrhunderts ist mit dem heutigen Gefängnis kaum zu vergleichen. Drei verschiedene Anstalten waren unter einem Dach vereint. Die Hauptgruppe der Insassen stellten, nach Männern und Frauen getrennt, die Häftlinge dar. Zudem beherbergte sie auch „geistig Erkrankte“, ehe Markgraf Karl Alexander diese 1784 in das gegenüberliegende „Prinzessinnenhaus“ verlegen ließ. Dritte Funktion war die einer Erziehungsanstalt. Eltern konnten „ihre ungerateten Kinder dem Zuchthaus anvertrauen“; diese mussten sich „mit der Peitsche eines zur Zucht mit Fleiß bestellten Mannes ... liebkosen lassen“.
Einer Auflistung aus dem Jahr 1750 entsprechend waren unter anderem inhaftiert: Gotteslästerer, Flucher und Schwörer, Sabbatschänder, Ehebrecher und Hurer, Diebe und deren Hehler, ungetreue Beamte, geflissene und vorsätzliche Failliten, Müßiggänger und Schlemmer, untreue Dienstboten, Aufwiegler bei Handwerkern, verdächtige müßige Weibspersonen, falsche Pässe führende und verdächtige Bettler, unruhige Friedensstörer, ungehorsame und halsstarrige Untertanen, Trunkenbolde … Bei dieser Aufzählung fehlten die „Schwerverbrecher“: Verurteilte Mörder wurden entweder mit dem Tode bestraft oder zu Galeerensträflingen.
Die Strafmethoden des 18. Jahrhunderts waren grausam. 1724 hatte man im nahen Berneck 17 Zigeunerfrauen an einer Eiche gehängt, weil sie sich weigerten, den Unterschlupf ihrer Männer zu verraten. Unter ihnen waren ein zwölfjähriges Mädchen und eine 98 Jahre alte Greisin. An der Straße nach Bindlach befand sich ein Schnellgalgen, wo Personen hingerichtet wurden, die zu Pestzeiten Bayreuther Gebiet ohne beglaubigten Gesundheitspass betreten hatten. Das Ziel, das im Gefängnis mit aller Härte verfolgt wurde, hieß Abschreckung. Dazu waren alle Mittel recht; die Täter sollten nicht nur bestraft werden, sondern dem einfachen Volk wurde auf drastische Weise vorgeführt, welche Konsequenzen Straftaten nach sich zogen. Zu diesem Zweck waren die Strafexekutionen an Häftlingen öffentlich, und die Einwohnerschaft von Bayreuth und Umgebung nahm „in unglaublicher Menge in Gesellschaft ihrer Kinder“ teil.
Beim Eintritt ins Zuchthaus wurden die „Ehrliche“ genannten reuigen Straftäter mit in die Höhe gezogenen Händen an die „Willkommenssäule“ gehängt. Die „Infamen“ fesselte man mit Armen und Füßen an ein auf zwei Beinen ruhendes eselförmiges Holz („Zuchtesel“). Dann wurden die neuen Insassen präventiv „mit zwanzig bis dreißig Streichen nach Proportion eines jeden Verbrechens“ bedacht. Wiederholungstäter und auf der Flucht ergriffene Häftlinge wurden „mit doppelten Streichen von dem Zuchtknecht belegt“. Zudem versah man sie mit einer Fußkette („Beinspringer“ genannt) oder einer Kette mit einer als „Bombe“ bezeichneten schweren eisernen Kugel. Die Frauen bekamen „eine Kette mit einem angeschlossenen hölzernen Stock von unterschiedlicher Schwere angeschmiedet“. Weitere „fürchterliche und schmerzende Instrumente“ waren die besonders gefürchtete „Zuchtbank“, die „eiserne Sturmhaube“ und der „Commod-Wagen“, ein auf Walzen ruhender hölzerner Esel.
Nach dem Wecken bei Anbruch des Tages war ein Kirchgang obligatorisch, ein weiterer abends nach der Arbeit. Tagsüber wurde mit zwei einstündigen Pausen gearbeitet, wodurch die Gefangenen ihren Aufenthalt zum großen Teil selbst finanzierten. Bei den Männern stand die Marmorbearbeitung im Vordergrund, die Frauen spannen, webten, nähten und strickten. Wer nicht oder schlecht arbeitete, wurde streng bestraft. Die Verpflegung war karg und eintönig, nur an den drei hohen Feiertagen, am Kirchweihfest und beim Abendmahl gab es Fleisch.
Die markgräfliche Marmorwerkstatt sorgte ab 1734 auch für einen bekannten Exportartikel, die „Bayreuther Marmore“, die im Frankenwald, in der Umgebung von Hof, im Fichtelgebirge (siehe: Deutsches Natursteinarchiv) und in der Fränkischen Schweiz gewonnen und hier verarbeitet wurden. Sie wurden etwa für die Bauten der Bayreuther Eremitage und des Neuen Schlosses verwendet und auch im Schloss Sanssouci und im Neuen Palais in Potsdam sind die fein gedrehten und polierten Kalksteinblöcke bis heute zu sehen. Der Geologe und spätere höchste Bergbeamte Bayerns, Mathias von Flurl, notierte nach einem Besuch 1787 in seinem Reisetagebuch:

„Noch ist in dieser St. Georgenstadt das gravenreutische Stift- und Zuchthaus merkwürdig. Statt daß (wie) an anderen Orten die verirrte Menschheit oft Jahre lang an schweren Ketten schmachtet, sich und dem Staate zur Last ist, ist nun hier ieder Züchtling zu einer Arbeit angehalten, die ihm Unterhalt und dem Staate einen Nutzen gewährt, der er allzeit entbehren müßte, wenn er nicht diese herrliche Einrichtung getroffen hätte. Die Züchtlinge verarweiten nämlich hier alle feinen Kalk- und Marmorarten, welche in der ganzen Gegend angetroffen werden. Was immer man sich von Marmor denken kann, kömmt hier durch deren Hände hervor. Die einen schneiden ihrer zwey und zwey mit Handsägen die Steine voneinander, andere schleifen sie ins Rohe, andere poliren sie, und wieder andere sind sogar zur Dreherarbeit abgerichtet.“

Nach der Verlegung der „geistig Erkrankten“ in das Prinzessinnenhaus wurden im Gefängnis Räume frei. In der Folge wurde dort eine Spielkartenfabrik und später eine Brillenglasschleiferei eingerichtet. 1791 trat der letzte Markgraf in einem Geheimvertrag seine Fürstentümer an Preußen ab. Unter preußischer Verwaltung wurde der Strafvollzug humaner.

### Königreich Bayern

Königliches Zuchthaus St. Georgen

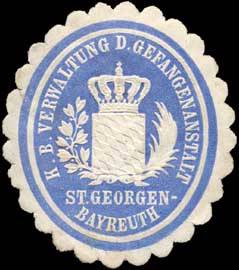
Siegelmarke Königlich Bayerische Verwaltung der Gefangenanstalt St. Georgen

1806 kam das vormalige Fürstentum Bayreuth unter französische Verwaltung. Napoleon Bonaparte verkaufte es 1810 an das Königreich Bayern. Damit übernahm der bayerische Staat das Gefängnis, das und dessen Finanzierung bis 1918 unter der Königlich Bayerischen Verwaltung blieben.
Um 1855 wurde eine Besserungsanstalt eingerichtet, in der jugendliche Straftäter bis zum 20. Lebensjahr getrennt vom eigentlichen Strafvollzug resozialisiert werden sollten. In jener Zeit wurde das Gefängnis umgebaut und erweitert. Die hinteren Flügelbauten wurden aufgestockt und 1860 durch einen Querbau verbunden, wodurch ein zweiter Innenhof entstand. Die neuen Gebäudeteile nahmen die Küche und Waschräume auf. 1901 wurde der Gefängniskomplex erneut erheblich erweitert, ein neuer Zellentrakt entstand.
1897 wurde das 1722 errichtete Ordensschloss St. Georgen in die Anstalt integriert, das heute die Krankenabteilung mit einer Tuberkulose-Station beherbergt. Als weitere örtliche Strafanstalt entstand 1870 in geringer Entfernung das Landgerichtsgefängnis. In dem reinen Zellengefängnis wurden um die Jahrhundertwende Hinrichtungen vollzogen, für die jeweils ein Fallbeil von München-Stadelheim nach Bayreuth gebracht wurde. Später exekutierte man verurteilte Mörder in der Landeshauptstadt.

### „Drittes Reich“

Entlassung 1933 aus der Schutzhaft des Elias Rausch (SPD-Mitglied)

1933 ging die Verwaltung des Landgerichtsgefängnisses an die Strafanstalt über. Dessen Gebäude wurde fortan als Untersuchungs-, Polizei- und Strafgefängnis genutzt. Damit bestand der Gefängniskomplex aus drei verschiedenen Anstalten: Das alte Zucht- und Arbeitshaus mit seinen zahlreichen Anbauten wurde verwaltungsintern als Anstalt I bezeichnet, das ehemalige Ordensschloss wurde zur Anstalt II, Anstalt III war das Landgerichtsgefängnis.
In der Nacht des 9. März 1933 forderte das bayerische Innenministerium alle Polizeiämter auf, sämtliche kommunistischen Funktionäre in „Schutzhaft“ zu nehmen. Am frühen Morgen des folgenden Tages wurden darüber hinaus auch 28 Angehörige der SPD und ihrer Hilfsorganisationen verhaftet, und mehrere von ihnen, darunter Friedrich Puchta und Oswald Merz, ins Gefängnis Sankt Georgen gebracht.
Bereits bis September 1933 wurden 150 politisch verfolgte Menschen dort häufig unter dem Begriff "Schutzhaft" inhaftiert. Da das Gefängnispersonal nicht mehr ausreichte, wurden Ende März 1933 Angehörige von SA und Stahlhelm als Hilfspolizisten eingestellt. Die Gefangenen wurden misshandelt und mussten erniedrigende Arbeiten verrichten. Der Sozialdemokrat Kurt de Jonge war als Jude besonderen Schikanen ausgesetzt. Am 24. April 1933 wurde er ins KZ Dachau verlegt. Er und weitere Bayreuther aus dem Zuchthaus Sankt Georgen gehörten zu den ersten Insassen dieses Konzentrationslagers.
Da die Haftanstalt unter der Aufsicht der örtlichen Justizbehörde stand, konnten SA- und SS-Männer nur als Polizeihelfer auftreten. Obwohl diese Konstellation größere Ausschreitungen gegenüber den Häftlingen vorerst weitgehend verhinderte, kam es dennoch zu Misshandlungen.
Während des Zweiten Weltkriegs wurden in großer Zahl Ausländer eingeliefert, insbesondere Tschechen und zwangsverschleppte Ostarbeiter. Für den Strafvollzug an Polen und französischen Widerstandskämpfern waren besondere Verschärfungen vorgeschrieben. Gegen Kriegsende war das Gefängnis, das etwa 1200 Häftlingen Platz bot, mit über 5000 Gefangenen aus mehr als zehn Nationen überbelegt. Da sich der ortsansässige Gauleiter Fritz Wächtler mit der Rekordaufnahme von deutschen Kriegsflüchtlingen hervortun wollte, hatte die Haftanstalt auf Kosten der Insassen nahezu alle Vorräte abzugeben.
Im Oktober 1944 wurde der beinverletzte französische Geistliche David Abbé nach Bayreuth verlegt. Er schilderte, dass die Häftlinge von sechs Uhr früh bis sechs Uhr abends arbeiten mussten. Zum Schutz gegen die winterliche Kälte habe er dabei seine Beine mit Papier umwickelt, was ihm aber untersagt wurde. In den Werkstätten stellten die Gefangenen Kleider, Schuhe und Strickereiwaren her. Auch in den Bayreuther Fabriken und einer 15 Kilometer entfernten Munitionsfabrik wurden sie eingesetzt. Den Häftlingen habe man das einzige Betttuch weggenommen; ihre aufeinandergestellten Holzbetten wurden entfernt, zu dritt mussten sie auf zwei Strohmatten auf dem Zellenboden nächtigen. Von den gefangenen Tschechen, die das kärgliche Essen verteilten, seien die Franzosen benachteiligt worden. Gegen Ende März 1945 beobachtete Abbé den Abtransport von 40 französischen Mithäftlingen, die kurz darauf in der Nähe hingerichtet wurden. Während der Luftangriffe auf Bayreuth im April 1945 blieben die Gefangenen in ihren Zellen eingesperrt.
Otto Gündner, Staatsanwalt und Leiter der Abteilung V des Reichsjustizministeriums, regte am 14. Februar 1945 an, in Bayreuth eine neue Richtstätte zu schaffen. Die bislang für die Sondergerichte Bamberg, Bayreuth und Würzburg zuständige Richtstätte in Frankfurt am Main sei von dort aus nicht mehr zu erreichen. Ein aus Posen stammender Scharfrichter habe sich bereits um die Stelle beworben.
Am 17. Februar 1945 trafen aus Berlin 193 männliche politische Gefangene im Zuchthaus Bayreuth ein. Die für Hoch- und Landesverrat zuständigen Senate des Volksgerichtshofs sollten sie nach dessen geplanter Verlegung in den Bayreuther Justizpalast aburteilen. Unter ihnen waren der Schriftsteller Gerhard Schultze-Pfaelzer und der spätere Bundestagspräsident Eugen Gerstenmaier. Waldemar Hentze und Cornelius Hubers starben bereits am 18. Februar 1945. Auch weitere politische Gefangene, darunter mindestens 82 Tschechoslowaken, kamen im Zuchthaus Sankt Georgen ums Leben und wurden auf dem Friedhof Sankt Georgen beerdigt. Im April 1945 wurden wenige Tage vor der Befreiung politische Häftlinge erschossen, die im Hof Hühnereier gefunden und ausgetrunken hatten. Der Erschießung angesichts der anrückenden US-amerikanischen Truppen entgingen die Überlebenden am 14. April 1945 nur knapp durch das selbstlose Engagement des kurz zuvor aus der Haftanstalt entflohenen Karl Ruth.

### 1945 bis heute
Bei den alliierten Bombenangriffen auf Bayreuth wurde das Gebäude des Landgerichtsgefängnisses (Anstalt III) vollkommen zerstört, wobei zwölf Gefangene ums Leben kamen. Nach der Einnahme der Stadt durch die Amerikaner übernahmen vorübergehend tschechische Gefangene das Kommando. Von Mai 1945 bis 1949 hatte die US-Militärregierung die Aufsicht über das Gefängnis, seitdem untersteht es dem Bayerischen Staatsministerium der Justiz. Nach dem Zweiten Weltkrieg wurde 1951–53 nördlich des Ordensschlosses ein Tuberkulose-Gefängniskrankenhaus errichtet, das fortan als Anstalt III bezeichnet wurde. Ende 1986 wurden die letzten Gemeinschaftssäle für 16 Mann, mit nur einer Toilette und drei Waschbecken ausgestattet, aufgelöst. Ein im Juni 1989 übergebener Zellenbau machte auch die letzten Sechs-Quadratmeter-Zellen, in denen weder Tisch noch Schrank Platz fanden, überflüssig.
Auf der gegenüberliegenden Seite der Markgrafenallee befindet sich die beim Bau des Zucht- und Arbeitshauses im 18. Jahrhundert angelegte Gefängnisgärtnerei. Ein Dutzend Strafgefangene im Erstvollzug bauen dort im Freiland und in Gewächshäusern Nutzpflanzen an, die in Verkaufsräumen auf dem Gelände auch der Allgemeinheit angeboten werden. Der jährliche Ertrag von rund 60 Tonnen Gemüse sank durch die Umstellung auf biologische Bewirtschaftung auf 45 Tonnen im Jahr 2020. In jenem Jahr erhielt der Betrieb das EU-Biosiegel.
Seit 1957 ist das Schloss Sankt Johannis ein landwirtschaftlicher Betrieb der Justizvollzugsanstalt. Anfang der 1970er Jahre gründete der evangelische Gefängnispfarrer einen Gefangenenchor, der zunächst für Gottesdienste innerhalb der Gefängnismauern eingesetzt wurde. 1971 gaben die Sänger ihr Debüt außerhalb der Haftanstalt: Unter strengen Sicherheitsvorkehrungen sangen sie – von der Gemeinde getrennt – auf der Empore der nahen Ordenskirche. Im Jahr darauf wurde die erste Schallplatte besungen. Im Dezember 1996 hatte der Chor bereits mehr als 600 Auftritte absolviert. Bevorzugtes Lied des einzigen Gefängnischors der Republik, der regelmäßig öffentliche Konzerte gab, war der Gefangenenchor aus Giuseppe Verdis Oper Nabucco.
Die geplante Beseitigung einer Streuobstwiese an der Ecke der Markgrafenallee mit der Wilhelm-von-Diez-Straße zugunsten des Baus eines Parkplatzes für Angestellte und Besucher der JVA führte im Februar 1992 zu Irritationen. Bedienstete der Anstalt hinderten protestierende Studenten und Bürger am Betreten des Geländes und drohten nach Angaben von Naturschützern sogar, gegebenenfalls von ihren Schusswaffen Gebrauch zu machen.

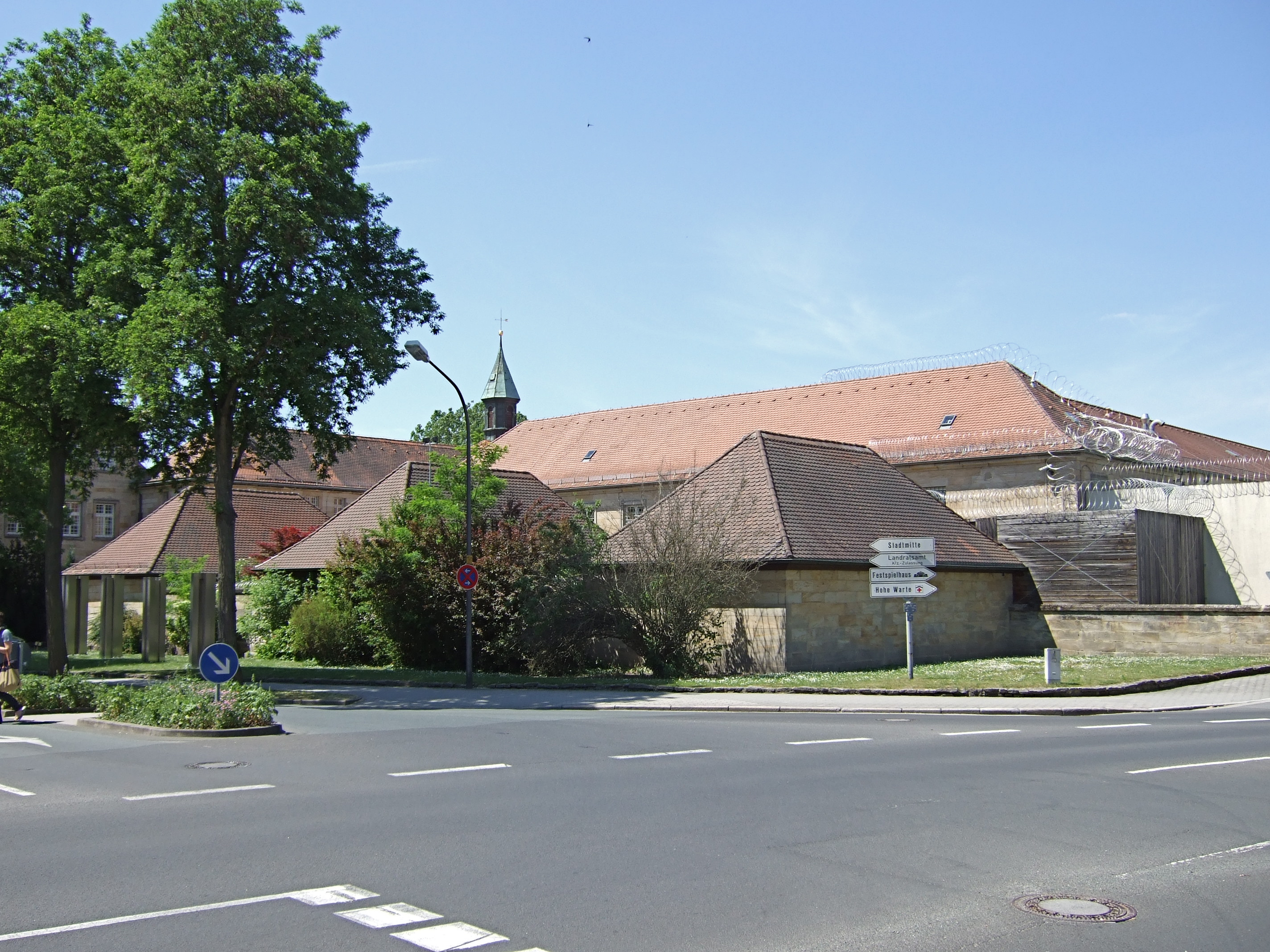
Ansicht von Nordosten
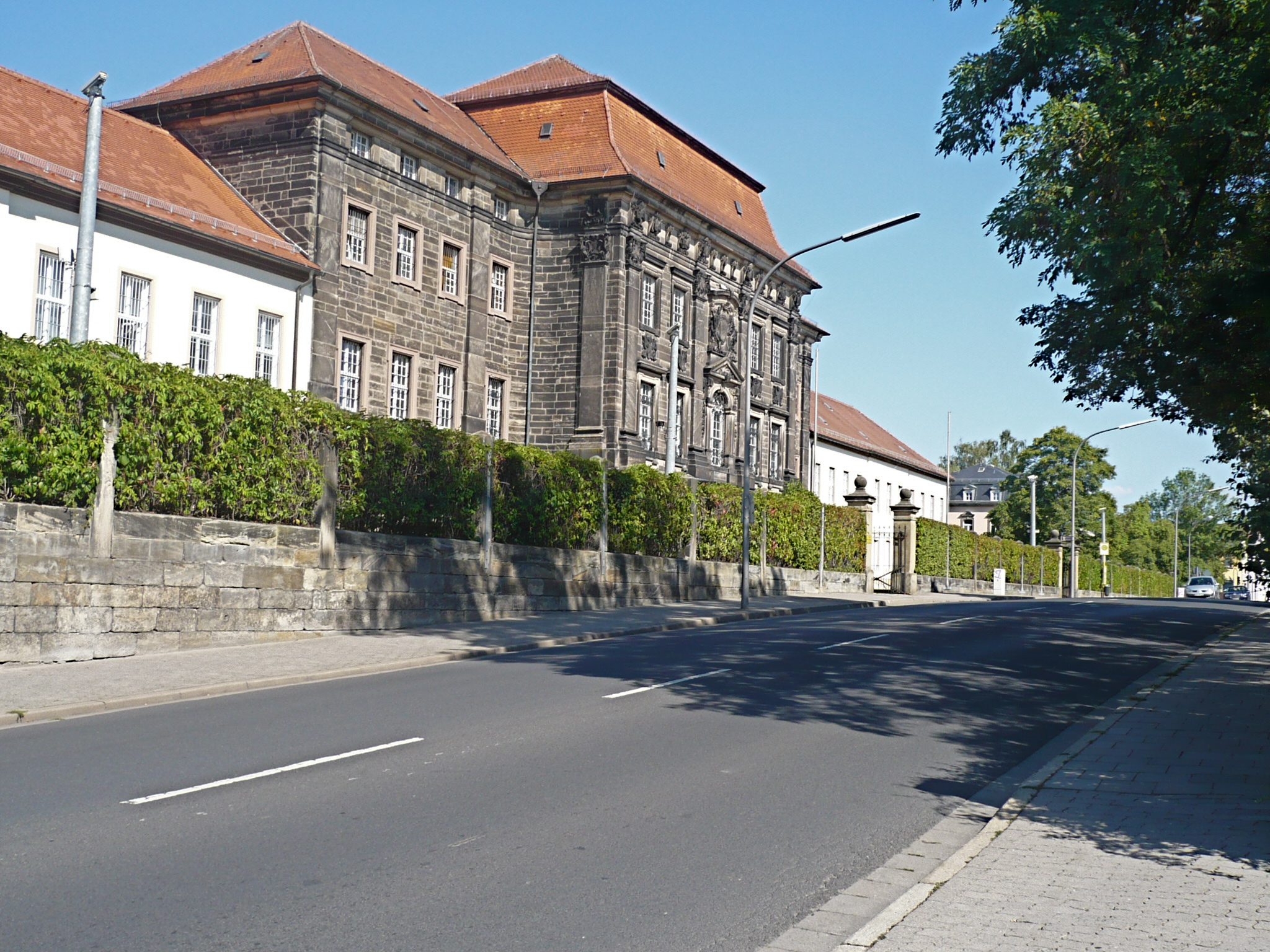
Das Ordensschloss St. Georgen gehört zur JVA
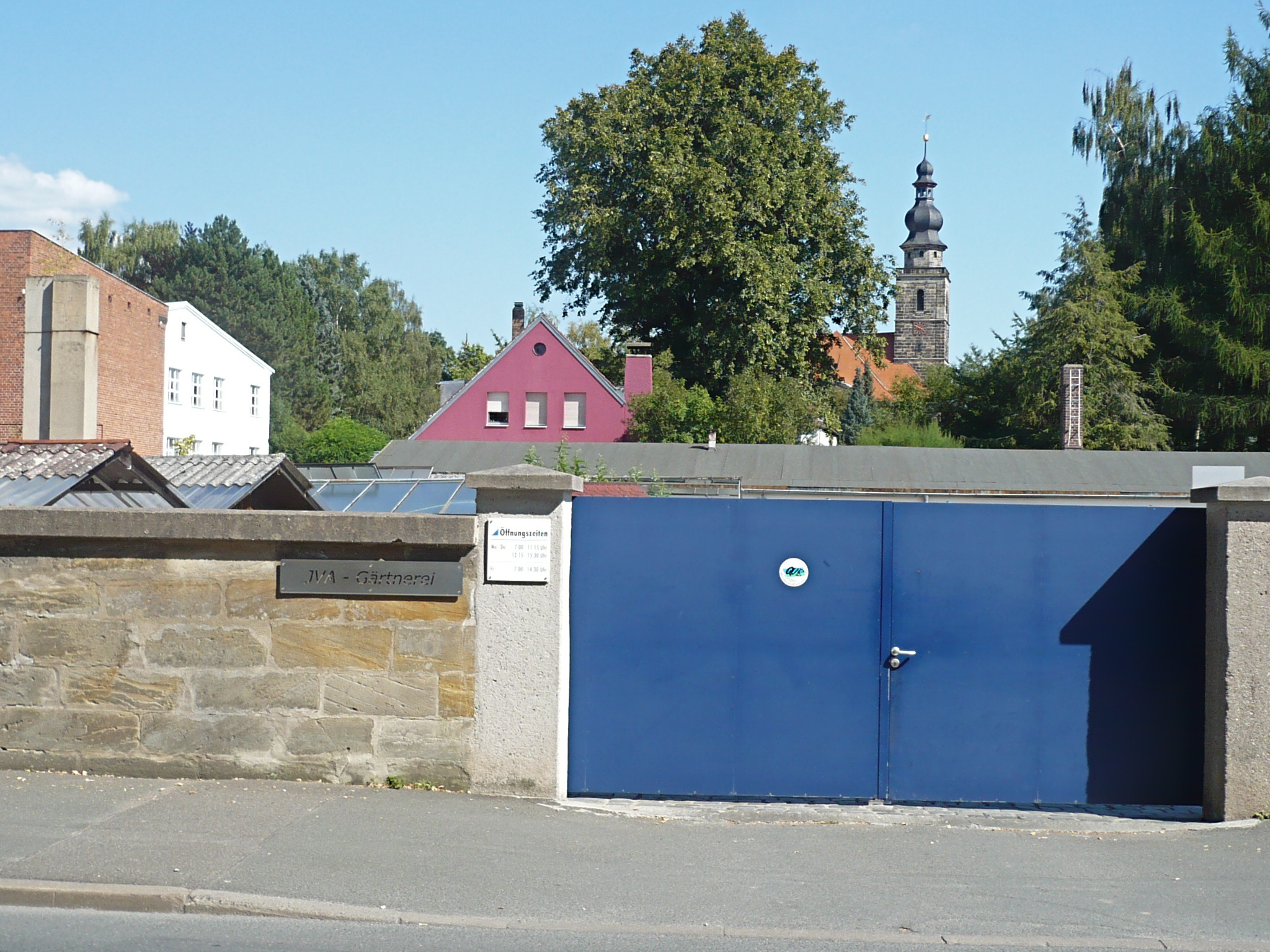
Tor zur Gärtnerei in der Markgrafenallee
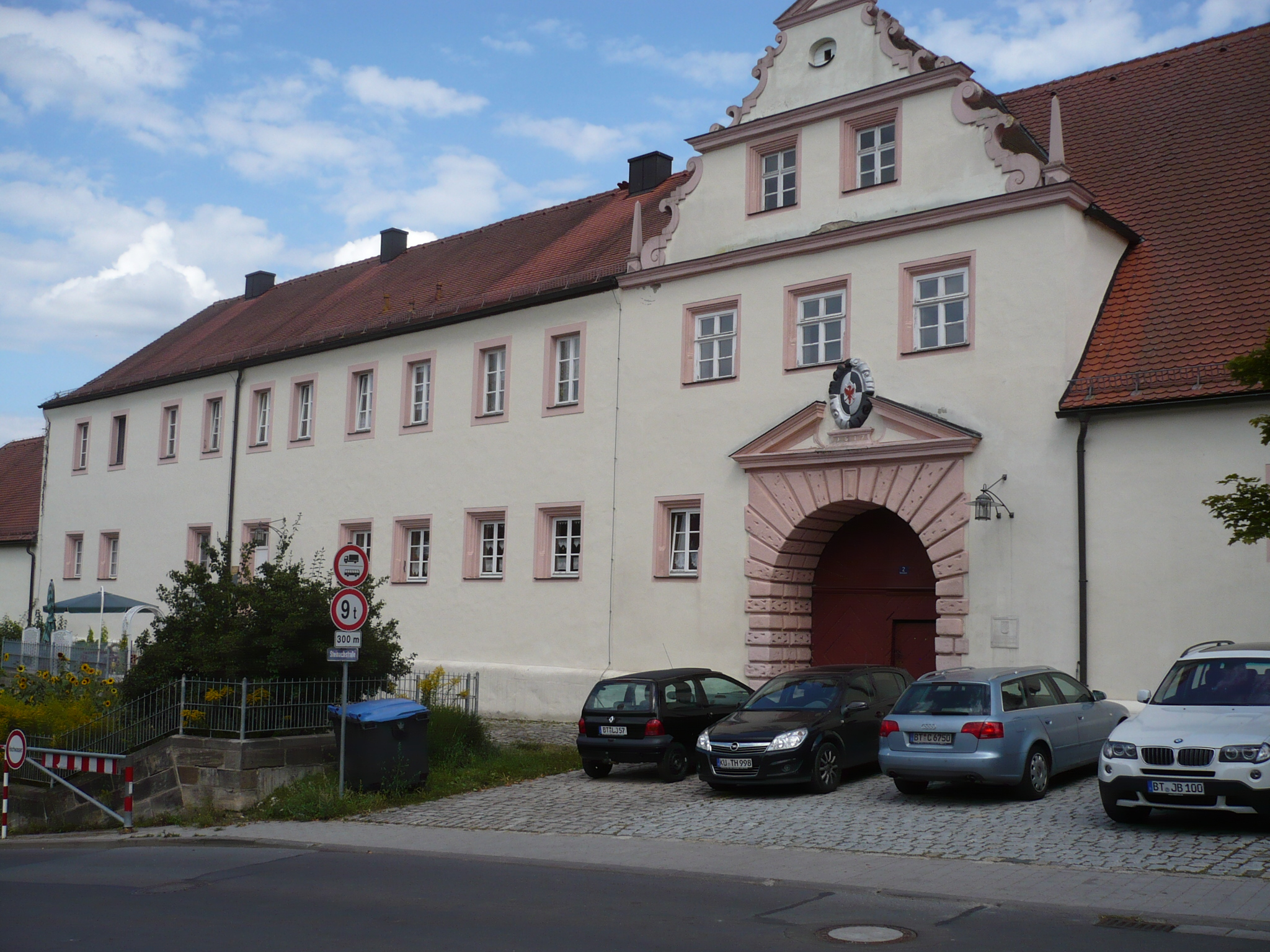
Teilbereich Schloss Sankt Johannis

## Bekannte Gefangene
- Margarethe Dorothea Altwein (ca. 1758–?), 1781 zum Tode verurteilte und vom Weimarer Herzog Carl August zu lebenslangem Zuchthaus begnadigte Weimarer Kindsmörderin, die von 1781 bis 1798 inhaftiert war. Goethe war zu jener Zeit Weimarer Regierungsbeamter und zeichnete die Verfügung des Herzogs vom 27. April 1781 zur Umwandlung der Todesstrafe in lebenslange Zuchthausstrafe ab.[19]
- Eduard Kullmann (1853–1892), Bismarck-Attentäter
- Athanasius Gerster OSB (1877–1945), römisch-katholischer Geistlicher, in der Haft zu Tode gekommen
- Friedrich Puchta (1883–1945), Politiker der SPD und der USPD, dort inhaftiert vom 10. März 1933[20] bis Juli 1933
- Gerhard Schultze-Pfaelzer (1891–1952), Schriftsteller und politischer Publizist
- Joseph-Ernst Fugger von Glött (1895–1981), Mitglied der Widerstandsgruppe Kreisauer Kreis
- Claus Pittroff (1896–1958), SPD-Politiker, Mitglied der Verfassunggebenden Landesversammlung und der ersten Bundesversammlung, Landrat
- Wilhelm Kling (1902–1973), KPD-Funktionär
- Georg Jungclas (1902–1975), Trotzkist und Widerstandskämpfer
- Ewald Naujoks (1903–1985), Sozialist und Widerstandskämpfer, dort inhaftiert vom 17. Februar 1945 bis 14. April 1945
- Hans Merker (1904–1945), KPD-Politiker, Widerstandskämpfer
- Eugen Gerstenmaier (1906–1986), evangelischer Theologe
- Karl Ruth (1907–nach 1972), Ingenieur, Widerstandskämpfer und „Retter der Stadt“, dort inhaftiert von Februar 1945 bis 13. April 1945[21]
- Václav Hošek (1909–1942), tschechoslowakischer Widerstandskämpfer, bei Fluchtversuch erschossen
- Ernst Sieber (1916–1994), Eisenbahner und Widerstandskämpfer der Roten Kapelle
- Traute Lafrenz (1919–2023), Widerstandskämpferin der Weißen Rose
- Friedhelm Busse (1929–2008), neonazistischer Politiker
- Karl-Heinz Hoffmann (* 1937), Neonazi und Gründer der nach ihm benannten Wehrsportgruppe